# Rochtchino
Rochtchino (finnois : Raivola, russe : Ро́щино) est une commune urbaine dans le raïon de Vyborg, de l’oblast de Léningrad, dans l'isthme de Carélie en Russie.